# Chilelopsis
Chilelopsis är ett släkte av spindlar. Chilelopsis ingår i familjen Nemesiidae.
Kladogram enligt Catalogue of Life:
| Chilelopsis | \| \| Chilelopsis calderoni \| \| \| \| \| \| Chilelopsis puertoviejo \| \| \| \| \| \| Chilelopsis serena \| \| \| \| |
|             | \| \| Chilelopsis calderoni \| \| \| \| \| \| Chilelopsis puertoviejo \| \| \| \| \| \| Chilelopsis serena \| \| \| \| |
|             | Chilelopsis calderoni                                                                                                  |
|             | |
|             | Chilelopsis puertoviejo                                                                                                |
|             | |
|             | Chilelopsis serena |
|             | |